# تطفل فوقي

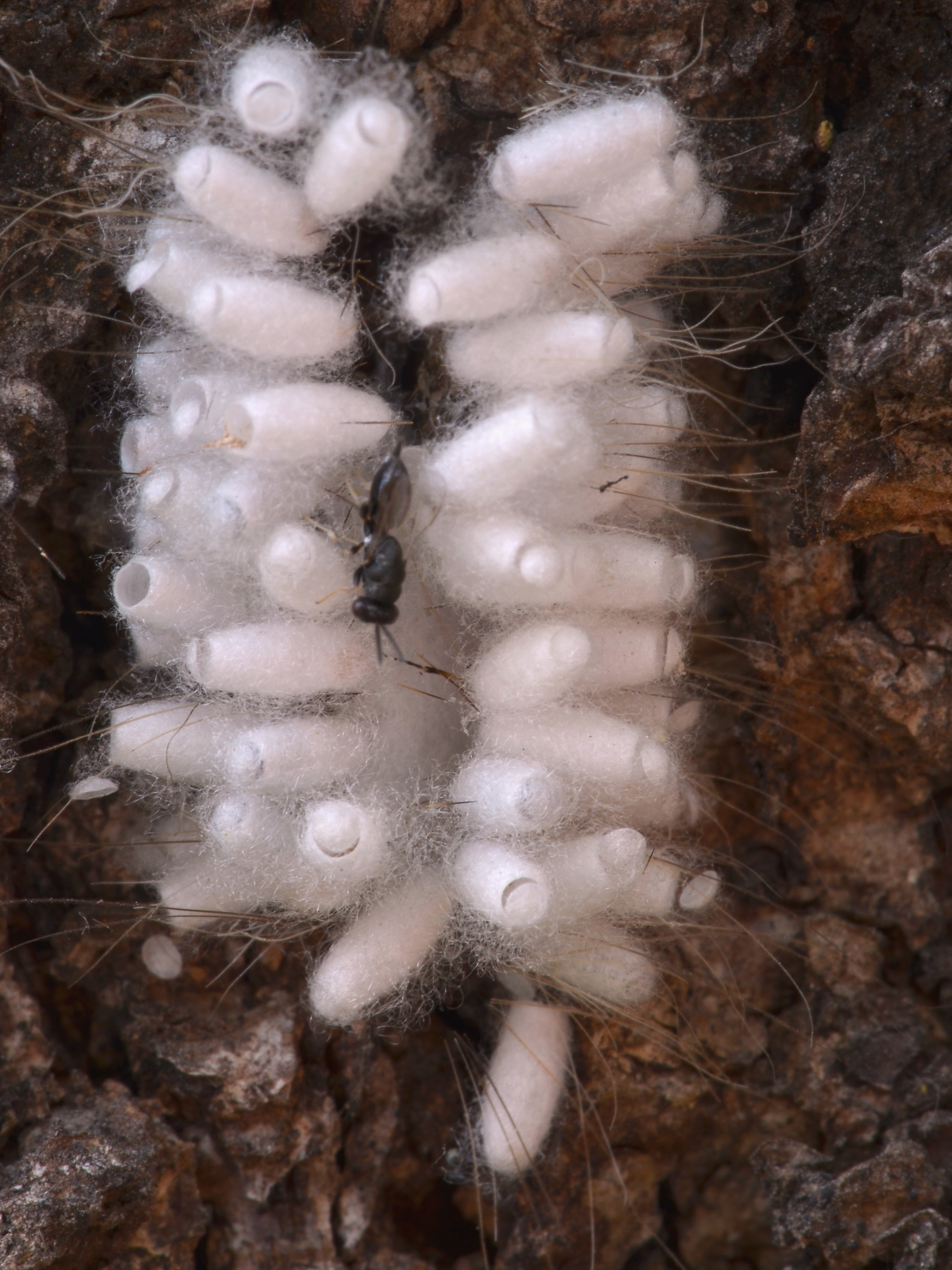

تطفل فوقي أو غِشْمِير (Hyperparasite)، هو اعتمادٌ طفيليٌ على عائلٍ متطفلٍ حالةَ تطفُِّله،
وهي ظاهرة نادرة تكاد تنحصر في بضعِ فصائل من دِقاقِ الزنابير المتطفلة على
غيرها من الحشرات، والتي غالبًا ما يعرقل بعضها دور بعضٍ في المكافحة 
البيولوجية للآفات الحشرية.